# Oriole unifascié
Icterus maculialatus
Espèce
Répartition géographique
Statut de conservation UICN

 LC  : Préoccupation mineure
L’Oriole unifascié (Icterus maculialatus) est une espèce d'oiseau de la famille des ictéridés qu’on retrouve en Amérique centrale.

## Distribution
L’Oriole unifascié se retrouve dans le sud du Mexique, au Guatemala, au Honduras et au Salvador.

## Habitat
Cet oriole est beaucoup associé aux chênes.  Il fréquente autant les forêts que les zones arbustives de chêne.